# عمر حمزاوی
عمر حمزاوی (عربی مصری: عمرو حمزاوى؛ زادهٔ ۲۸ اکتبر ۱۹۶۷) فعال حقوق بشر، روشنفکر و کارشناس علوم سیاسی اهل مصر است. او تحصیلات خود را در رشته‎های مطالعات سیاسی و مطالعات توسعه در قاهره، لاهه و برلین گذراند. او در ۱۵ فوریه ۲۰۱۲ با بسما حسن هنرپیشه مصری ازدواج کرد. او سه فرزند به نام‌های لوی، نوح و نادیا دارد.